# Motorway M-4 (Pakistan)
Der Motorway M-4 ist eine im Bau befindliche Autobahn in Pakistan. Er ist die Fortsetzung der M-3 in Richtung Süden und verläuft von Faisalabad nach Multan durch die Mitte des Landes.

## Bau
Mit dem Bau der M-4 wurde am 19. August 2009 begonnen. Der Bau soll drei Jahre dauern und Ende 2012 abgeschlossen sein. Die Autobahn wird in vier Phasen gebaut. Als Kosten für die 233 km lange Autobahn sind 600 Millionen Dollar veranschlagt.

## Verlauf
Die folgenden Großstädte liegen an der Autobahn M-4:
- Faisalabad
- Gojra
- Multan
- Shujabad

## Einrichtungen

### Maut
Die M-4 wird eine Mautstraße.